# Караимская национальная символика
Караимская национальная символика — символика караимов, проживающих в странах бывшей Российской империи (Литва, Польша, Россия, Украина).

## История
Примерно в 1929 году польской караимской художницей Лидией Каракаш-Шоле (1896—1943) был создан герб гахана, который вскоре стал и символом польско-литовской караимской общины. Уже в 1930 году герб был помещён на приветственном адресе, поднесённом лидерами польских караимов (С. Шапшалом, Ш. Фирковичем, И. Лобаносом и др.) Владиславу Рачкевичу в связи с его избранием маршалом Сената Польши.
В 1987 году феодосийским художником Александром Худченко совместно с караимом М. Э. Хафузом был разработан герб караимов Крыма, представляющий из себя разбитый камень, на котором изображены сэнэк, калкан и символ (тамга) феодосийских караимов — белая лошадь (др.-евр. סוס לבן‬ [сус лаван]; караимск. акъ ат). Впервые этот герб был опубликован М. Э. Хафузом в 1991 году, а чуть позже появился на обложках Караимской народной энциклопедии.

### Герб
Национальный герб караимов имеет форму геральдического щита и включает в себя следующие элементы: двурогое копье (сэнэк), щит (калкан), крепостная башня, традиционное облачение газзана — головной убор и молитвенное покрывало таллет.  На гербе используются национальные цвета караимов — голубой, на фоне которого находится крепостная башня, белый, на фоне которого находится оружие — двурогое копьё, и жёлтый, на фоне которого находится щит.
Герб помещён над входом в кенассу в Тракае и на шпиль кенассы в Вильнюсе. В 2008 году сэнэк в качестве караимского символа был включён в герб литовского местечка Науяместис. Национальный герб используется в оформлении официальных сайтов караимов Литвы и Польши.
Печать караимской кенассы состоит из увенчанной головным убором караимского гахама пентаграммы, в центре которой находится сэнэк на фоне калкана (введена гахамом С.М. Шапшалом в качестве  новой однотипной печати караимских кенас в 1916 году).

### Флаг
Национальный флаг Караимов представляет собой прямоугольное полотнище из трёх равновеликих горизонтальных полос: верхней — голубого, средней — белого и нижней — жёлтого цвета. Голубой цвет символизирует небо, белый — добро и жёлтый — солнце и огонь.

## Гипотезы происхождения караимских национальных символов

### Сэнэк и калкан — древние караимские символы
Аргументы за:
- эти символы вырезаны  на мраморной плите над воротами восточной башни Биюк-капу города-крепости Чуфут-Кале;
- по мнению С. С. Ельяшевича эти знаки являются начальными буквами названия Чуфут-Кале на древнееврейскоме языке: ס״ע «самех» и «аин» от др.-евр. סלע  עברים‬ «Сэла Иврим», т. е. «Скала Иудеев»[12].

Аргументы против:
- во времена строительства Орта-капу караимы составляли в городе меньшинство и имели слишком мало влияния, чтобы поместить свой символ на воротах[13];
- эти символы просто и грубо вырезаны, в то время как караимы были умелыми скульптурами, поэтому создаваемые ими надписи всегда носили более искусный характер, сочетаясь с богато украшенными резьбой аллюзиями на тему Священного писания[13].
- А. Л. Бертье-Делагард, критикуя С. С. Ельяшевича, заключал, что название Чуфут-Кале слишком позднее и переводится как крепость, а не скала иудеев[14].

### Сэнэк и калкан — тамгакрымских татар
Аргументы за:
- слово «сэнэк» в крымском диалекте караимского обозначает деревянные вилы. В других диалектах караимского языка оно не зафиксировано[15];
- до второй половины XIX века аналогичный знак был тамгой татарской деревни Кирк-Чолпан, и, таким образом, данная тамга могла относиться к роду с именем Кырк, перекликающимся с древним названием крепости (Кырк Ор)[16][17];
- вилообразная тамга была найдена на надгробной плите с арабской надписью из разрушенного при строительстве города мусульманского кладбища[17];
- символы на Биюк-капу перенесены с древних ворот Орта-капу в Чуфут-Кале, построенных в XIV-XV веке. Если бы это были тамги различных общин, занимавших каждая свой район поселения, то вряд ли бы они повторялись при въезде в Новый город Чуфут-Кале[17];
- эти символы напоминали о подчинении татарским родам, сохранявшим контроль над крепостью даже после ухода из неё[17][18].

## Галерея
- Печать симферопольской кенассы
- Караимская кенасса в Тракае в 1932 и 2002 годах. Место шестиконечной звезды заняли двурогое копье (сэнэк), щит (калкан) и крепостная башня
- Юбилейная монета 50 литов в честь 600-летия поселения татар и караимов в Литве с изображением караимского воина, вооруженого сэнэком и калканом.
- Сэнэк (по караимски вилы) в качестве караимского символа на гербе литовского местечка Науяместис (2009)